# Wormeldange
Wormeldange (luxemburguès Wuermeldeng) és una comuna i vila a l'est de Luxemburg, que forma part del cantó de Grevenmacher. Comprèn les viles de Wormeldange, Ahn, Ehnen, Machtum i Wormeldange-Haut	.

## Població
| Nacionalitat   | Població | %      |
| -------------- | -------- | ------ |
| luxemburguesos | 1.519    | 66,62% |
| Forasters      | 761      | 33,38% |
| - portuguesos  | 461      | 20,22% |
| - francesos    | 81       | 3,55%  |
| - italians     | 30       | 1,32%  |
| - belgues      | 46       | 2,02%  |
| - alemanys     | 58       | 2,54%  |
| - iugoslaus    | 6        | 0,26%  |
| - altres       | 79       | 3,46%  |

## Evolució demogràfica
| Any        | Població |
| ---------- | -------- |
| 15/02/2001 | 2.280    |
| 01/01/2002 | 2.306    |
| 01/01/2003 | 2.312    |
| 01/01/2004 | 2.285    |
| 01/01/2005 | 2.283    |